# Lamothe-Montravel
Pour les articles homonymes, voir Lamothe.
Pour les articles ayant des titres homophones, voir La Mothe, La Motte et Lamotte.
Lamothe-Montravel est une commune française située dans le département de la Dordogne, en région Nouvelle-Aquitaine.

## Géographie

### Généralités
Dans le quart sud-ouest du département de la Dordogne, la commune de Lamothe-Montravel fait partie de l'unité urbaine de Castillon-la-Bataille et de la communauté de communes de Montaigne Montravel et Gurson. Elle est bordée au sud par la Dordogne et au nord-ouest par son affluent la Lidoire.
Le bourg de Lamothe-Montravel est traversé par la route départementale (RD) 936 (l'axe Bordeaux - Bergerac) et par la ligne ferroviaire Libourne-Bergerac. Il se situe, en distances orthodromiques, cinq kilomètres à l'est de Castillon-la-Bataille et seize kilomètres à l'ouest de Sainte-Foy-la-Grande.
Le territoire communal est également desservi par la RD 9.

### Communes limitrophes
Lamothe-Montravel est limitrophe de sept autres communes dont quatre dans le département de la Gironde. Au sud-est, Juillac est limitrophe sur moins de 300 mètres.
|                                   | Saint-Michel-de-Montaigne |                                          |
| Castillon-la-Bataille (Gironde)   | Lamothe-Montravel         | Montcaret                                |
| Mouliets-et-Villemartin (Gironde) | Flaujagues (Gironde)      | Saint-Seurin-de-Prats, Juillac (Gironde) |

### Géologie et relief

#### Géologie
Situé sur la plaque nord du Bassin aquitain et bordé à son extrémité nord-est par une frange du Massif central, le département de la Dordogne présente une grande diversité géologique. Les terrains sont disposés en profondeur en strates régulières, témoins d'une sédimentation sur cette ancienne plate-forme marine. Le département peut ainsi être découpé sur le plan géologique en quatre gradins différenciés selon leur âge géologique. Lamothe-Montravel est située dans le quatrième gradin à partir du nord-est, un plateau formé de dépôts siliceux-gréseux et de calcaires lacustres de l'ère tertiaire.
Les couches affleurantes sur le territoire communal sont constituées de formations superficielles du Quaternaire et de roches sédimentaires datant du Cénozoïque. La formation la plus ancienne, notée e6-7, se compose d'argiles à Palaeotherium, des argiles carbonatées silteuses versicolores à niveaux sableux (Bartonien supérieur à Priabonien inférieur continental). La formation la plus récente, notée CFp, fait partie des formations superficielles de type colluvions indifférenciées de versant, de vallon et plateaux issues d'alluvions, molasses, altérites. Le descriptif de ces couches est détaillé dans  les feuilles « no 804 - Libourne » et « no 805 - Sainte-Foy-la-Grande » de la carte géologique au 1/50 000 de la France métropolitaine, et leurs notices associées,.

Carte géologique de Lamothe-Montravel.

#### Relief et paysages
Le département de la Dordogne se présente comme un vaste plateau incliné du nord-est (491 m, à la forêt de Vieillecour dans le Nontronnais, à Saint-Pierre-de-Frugie) au sud-ouest (2 m sur le territoire communal). L'altitude du territoire communal varie quant à elle entre 2 m et 89 m,.
Dans le cadre de la Convention européenne du paysage entrée en vigueur en France le 1er juillet 2006, renforcée par la loi du 8 août 2016 pour la reconquête de la biodiversité, de la nature et des paysages, un atlas des paysages de la Dordogne a été élaboré sous maîtrise d’ouvrage de l’État et publié en octobre 2020. Les paysages du département s'organisent en huit unités paysagères et 14 sous-unités. La commune est dans le Bergeracois, une région naturelle présentant un relief contrasté, avec les deux grandes vallées de la Dordogne et du Dropt séparées par un plateau plus ou moins vallonné, dont la pente générale s’incline doucement d’est en ouest. Ce territoire offre des paysages ouverts qui tranchent avec les paysages périgourdins. Il est composé de vignes, vergers et cultures,.
La superficie cadastrale de la commune publiée par l'Insee, qui sert de référence dans toutes les statistiques, est de 11,63 km2,,. La superficie géographique, issue de la BD Topo, composante du Référentiel à grande échelle produit par l'IGN, est quant à elle de 12,71 km2.

### Hydrographie

#### Réseau hydrographique

Réseaux hydrographique et routier de Lamothe-Montravel.

La commune est située dans le bassin de la Dordogne au sein du Bassin Adour-Garonne. Elle est drainée par la Dordogne, la Lidoire, le ruisseau du Grand Rieu et par divers petits cours d'eau, qui constituent un réseau hydrographique de 25 km de longueur totale,.
La Dordogne, d'une longueur totale de 483,1 km, prend naissance sur les flancs du puy de Sancy (1 885 m), dans la chaîne des monts Dore, traverse six départements dont la Dordogne dans sa partie sud, et conflue avec la Garonne à Bayon-sur-Gironde, pour former l'estuaire de la Gironde,. Elle borde la commune au sud sur près de neuf kilomètres.
La Lidoire, d'une longueur totale de 49,46 km, prend sa source dans la commune de Bosset et se jette en rive droite de la Dordogne en limite de Castillon-la-Bataille et Lamothe-Montravel, face à Mouliets-et-Villemartin,. Elle marque la limite territoriale au nord-ouest sur quatre kilomètres et demi, face à Castillon-la-Bataille.
Autre affluent de rive droite de la Dordogne, le ruisseau du Grand Rieu arrose la commune sur plus de deux kilomètres dont près de 600 mètres en limite de Montcaret.

#### Gestion et qualité des eaux
Le territoire communal est couvert par le schéma d'aménagement et de gestion des eaux (SAGE) « Dordogne Atlantique ». Ce document de planification, dont le territoire correspond au sous‐bassin le plus aval du bassin versant de la Dordogne (aval de la confluence Dordogne - Vézère)., d'une superficie de 2 700 km2 est en cours d'élaboration. La structure porteuse de l'élaboration et de la mise en œuvre est l'établissement public territorial de bassin de la Dordogne (EPIDOR). Il définit sur son territoire les objectifs généraux d’utilisation, de mise en valeur et de protection quantitative et qualitative des ressources en eau superficielle et souterraine, en respect des objectifs de qualité définis dans le troisième SDAGE  du Bassin Adour-Garonne qui couvre la période 2022-2027, approuvé le 10 mars 2022.
La qualité des eaux de baignade et des cours d’eau peut être consultée sur un site dédié géré par les agences de l’eau et l’Agence française pour la biodiversité.

### Climat
Pour des articles plus généraux, voir Climat de la Nouvelle-Aquitaine et Climat de la Dordogne.
Historiquement, la commune est exposée à un climat océanique aquitain.  
En 2020, Météo-France publie une typologie des climats de la France métropolitaine dans laquelle la commune est exposée à un climat océanique et est dans la région climatique  Aquitaine, Gascogne, caractérisée par une pluviométrie abondante au printemps, modérée en automne, un faible ensoleillement au printemps, un été chaud (19,5 °C), des vents faibles, des brouillards fréquents en automne et en hiver et des orages fréquents en été (15 à 20 jours).
Pour la période 1971-2000, la température annuelle moyenne est de 13 °C, avec  une amplitude thermique annuelle de 14,9 °C. Le cumul annuel moyen de précipitations est de 811 mm, avec 10,7 jours de précipitations en janvier et 6,8 jours en juillet. Pour la période 1991-2020, la température moyenne annuelle observée sur la station météorologique la plus proche, située sur la commune de Port-Sainte-Foy-et-Ponchapt à 15 km à vol d'oiseau, est de 13,8 °C et le cumul annuel moyen de précipitations est de 809,4 mm,. Pour l'avenir, les paramètres climatiques de la commune estimés pour 2050 selon différents scénarios d’émission de gaz à effet de serre sont consultables sur un site dédié publié par Météo-France en novembre 2022.

### Milieux naturels et biodiversité

#### Natura 2000
La Dordogne est un site du réseau Natura 2000 limité aux départements de la Dordogne et de la Gironde, et qui concerne les 104 communes riveraines de la Dordogne, dont Lamothe-Montravel,. Seize espèces animales et une espèce végétale inscrites à l'annexe II de la directive 92/43/CEE de l'Union européenne y ont été répertoriées.

#### ZNIEFF
Lamothe-Montravel fait partie des 102 communes concernées par la zone naturelle d'intérêt écologique, faunistique et floristique (ZNIEFF) de type II « La Dordogne »,, dans laquelle ont été répertoriées huit espèces animales déterminantes et cinquante-sept espèces végétales déterminantes, ainsi que quarante-trois autres espèces animales et trente-neuf autres espèces végétales.

## Urbanisme

### Typologie
Au 1er janvier 2024, Lamothe-Montravel est catégorisée commune rurale à habitat dispersé, selon la nouvelle grille communale de densité à 7 niveaux définie par l'Insee en 2022.
Elle appartient à l'unité urbaine de Castillon-la-Bataille, une agglomération inter-départementale dont elle est une commune de la banlieue,. La commune est en outre hors attraction des villes,.

### Occupation des sols
L'occupation des sols de la commune, telle qu'elle ressort de la base de données européenne d’occupation biophysique des sols Corine Land Cover (CLC), est marquée par l'importance des territoires agricoles (63,4 % en 2018), en diminution par rapport à 1990 (81,7 %). La répartition détaillée en 2018 est la suivante : 
cultures permanentes (27,9 %), zones agricoles hétérogènes (23,6 %), forêts (14,4 %), zones urbanisées (11,6 %), eaux continentales (10,6 %), prairies (6,2 %), terres arables (5,7 %). L'évolution de l’occupation des sols de la commune et de ses infrastructures peut être observée sur les différentes représentations cartographiques du territoire : la carte de Cassini (XVIIIe siècle), la carte d'état-major (1820-1866) et les cartes ou photos aériennes de l'IGN pour la période actuelle (1950 à aujourd'hui).

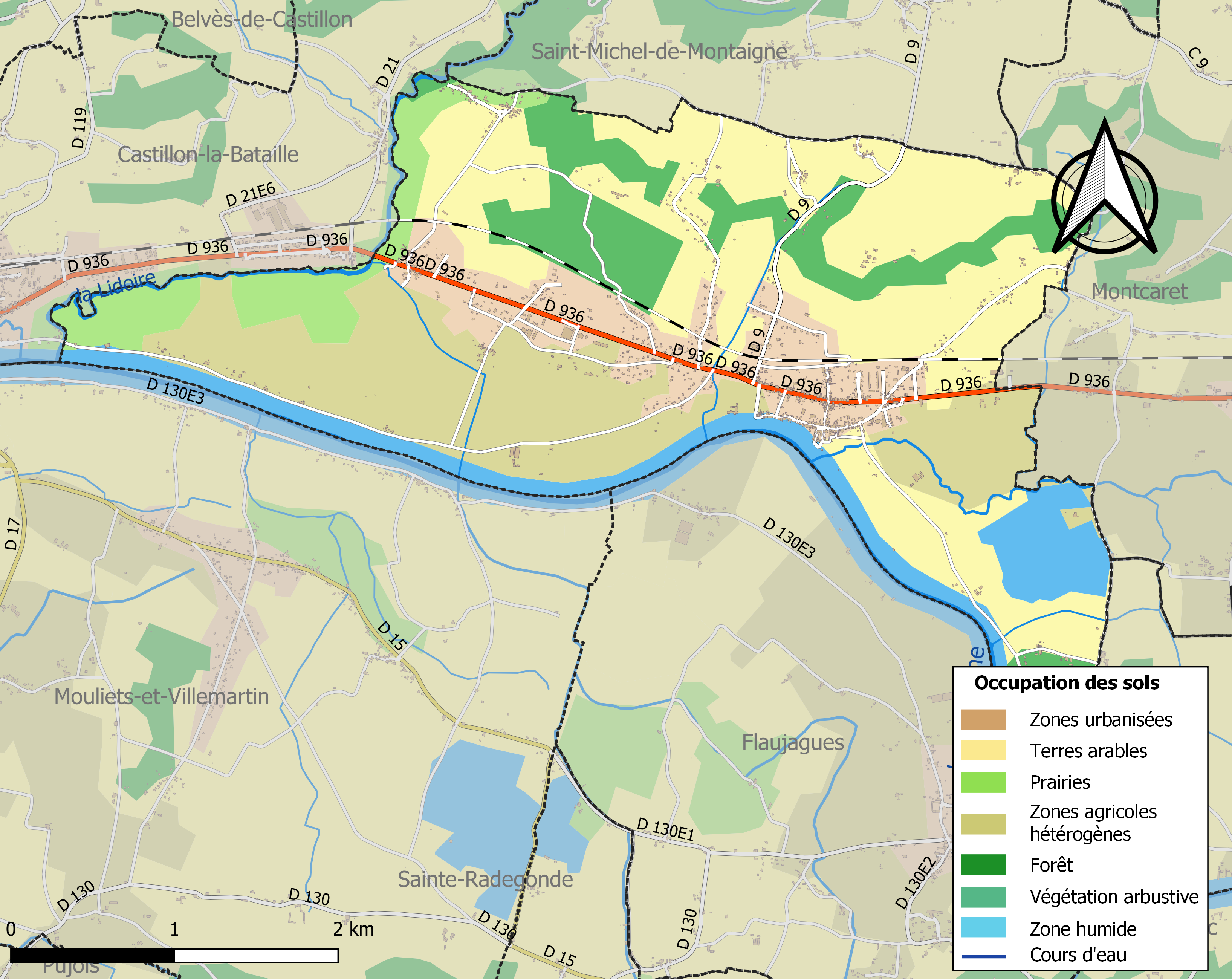
Carte des infrastructures et de l'occupation des sols de la commune en 2018 (CLC).

### Prévention des risques
Le territoire de la commune de Lamothe-Montravel est vulnérable à différents aléas naturels : météorologiques (tempête, orage, neige, grand froid, canicule ou sécheresse), inondations, feux de forêts, mouvements de terrains et séisme (sismicité très faible). Il est également exposé à un risque technologique, la rupture d'un barrage. Un site publié par le BRGM permet d'évaluer simplement et rapidement les risques d'un bien localisé soit par son adresse soit par le numéro de sa parcelle.

#### Risques naturels
Certaines parties du territoire communal sont susceptibles d’être affectées par le risque d’inondation par débordement de cours d'eau, notamment la Dordogne et la Lidoire. La commune a été reconnue en état de catastrophe naturelle au titre des dommages causés par les inondations et coulées de boue survenues en 1982, 1993, 1999 et 2005,. Le risque inondation est pris en compte dans l'aménagement du territoire de la commune par le biais du plan de prévention des risques inondation (PPRI) de la « vallée de la Dordogne », couvrant 9 communes et approuvé le 19 décembre 2002, pour les crues de la Dordogne,.
Lamothe-Montravel est exposée au risque de feu de forêt. L’arrêté préfectoral du 14 mars 2013 fixe les conditions de pratique des incinérations et de brûlage dans un objectif de réduire le risque de départs d’incendie. À ce titre, des périodes sont déterminées : interdiction totale du 15 février au 15 mai et du 15 juin au 15 octobre, utilisation réglementée du 16 mai au 14 juin et du 16 octobre au 14 février. En septembre 2020, un plan inter-départemental de protection des forêts contre les incendies (PidPFCI) a été adopté pour la période 2019-2029,.

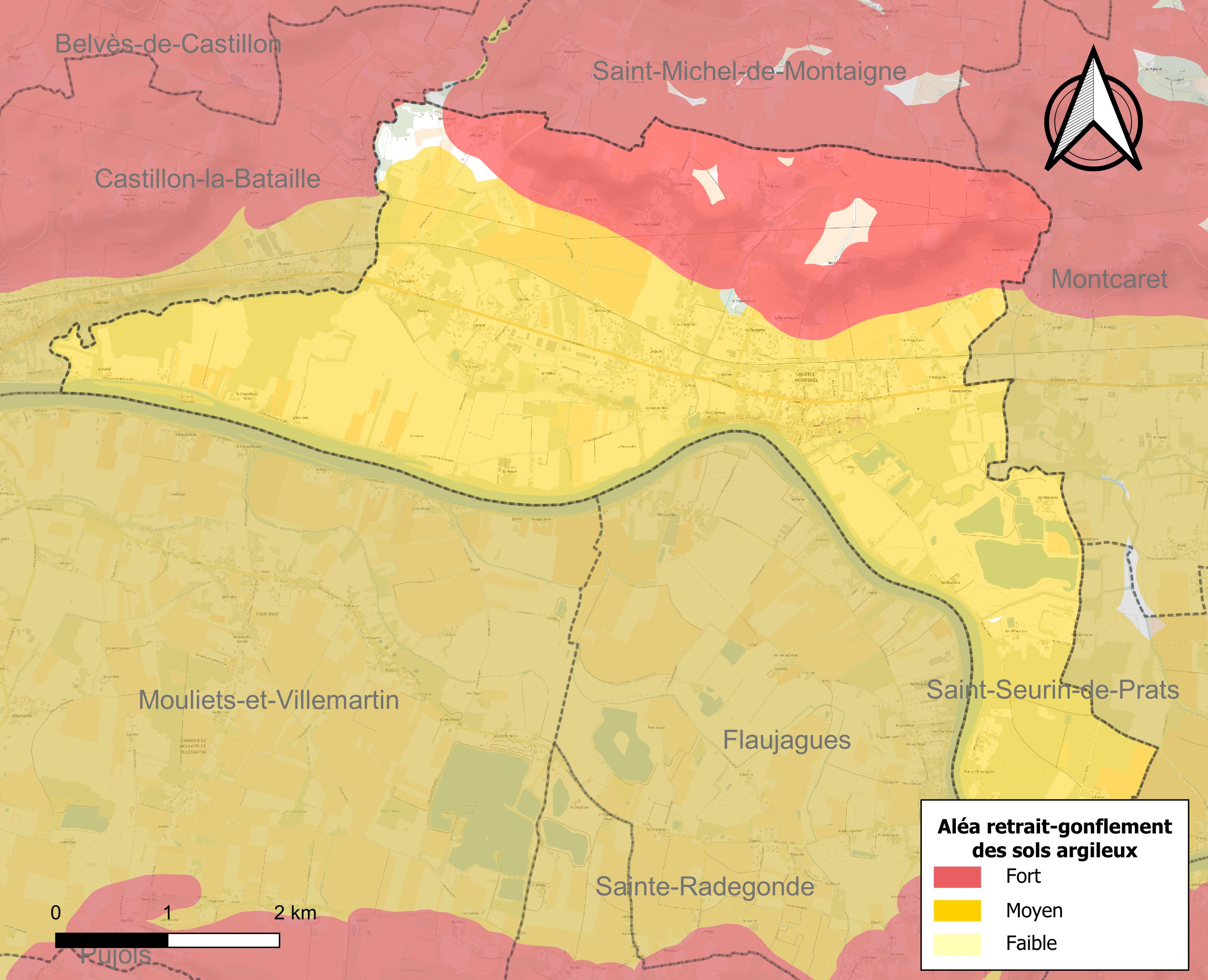
Carte des zones d'aléa retrait-gonflement des sols argileux de Lamothe-Montravel.

Les mouvements de terrains susceptibles de se produire sur la commune sont des tassements différentiels. Le retrait-gonflement des sols argileux est susceptible d'engendrer des dommages importants aux bâtiments en cas d’alternance de périodes de sécheresse et de pluie. 97,6 % de la superficie communale est en aléa moyen ou fort (58,6 % au niveau départemental et 48,5 % au niveau national métropolitain). Depuis le 1er octobre 2020, en application de la loi ÉLAN, différentes contraintes s'imposent aux vendeurs, maîtres d'ouvrages ou constructeurs de biens situés dans une zone classée en aléa moyen ou fort,.
La commune a été reconnue en état de catastrophe naturelle au titre des dommages causés par la sécheresse en 1989 et 2005 et par des mouvements de terrain en 1999.

#### Risque technologique
La commune est en outre située en aval du barrage de Bort-les-Orgues, un ouvrage de classe A situé dans le département de la Corrèze et faisant l'objet d'un PPI depuis 2009. À ce titre elle est susceptible d’être touchée par l’onde de submersion consécutive à la rupture de cet ouvrage.

## Toponymie
En occitan, la commune porte le nom de La Mòta de Mont Ravèl.

## Histoire

### Antiquité
À l'est de l'actuel bourg de Lamothe-Montravel, où sera construite au XVIIe siècle la métairie de La Peyrière, un établissement gallo-romain avait été bâti. À cet endroit, le moindre terrassement met au jour un remblai contenant des fragments de tegulae, tegulae mammata, carreau de pilettes d'hypocauste, tesselles noires ou blanches, enduits peints, tessons de céramique commune noire ou claire, et de céramique sigillée. Ce contexte archéologique est daté du IIIe siècle de notre ère par Hugues Vertet, directeur de recherches au CNRS, et ancien directeur du musée de Lezoux.
Une statuette en bronze de Mercure, nu et coiffé de son pétase, avait été trouvée en 1868 dans un jardin du bourg. La Société historique du Périgord en possède une photographie prise à cette époque.

### Moyen Âge
Au centre du bourg actuel, aux environs de l'an mil, une motte castrale est élevée, d'où le toponyme : Lamothe.
Appelés en l'année 1060 par Olivarius, vicomte de Castillon, des moines bénédictins de l'abbaye Saint-Florent de Saumur construisent près des murs de la ville de Castillon un prieuré fondé sous le vocable de Saint-Florent.
Dans les décennies suivantes, les moines essaiment et fondent divers prieurés, notamment à Lamothe. Ce prieuré, qui apparaît dans les textes en 1186 est fondé sous le vocable de Saint-Paixent. Cette paroisse naissante est alors nommée « Lamothe-Saint-Paixent ». C'est l'une des vingt-deux paroisses composant la châtellenie de Montravel.
En 1304, Bertrand de Got, archevêque de Bordeaux, lors de sa visite des établissements religieux du diocèse de Périgueux passe une nuit au prieuré Saint-Paixent.
Édouard Ier, duc d'Aquitaine et roi d'Angleterre, avait proposé à Bertrand de Got un échange de deux de ses fiefs saintongeais contre cinq châtellenies du Périgord : Bigaroque, Belvès, Milhac, Couze et Montravel,. Mais le 5 juin 1305, l'archevêque est élu pape, et prend le nom de Clément V. L'échange est donc conclu avec le nouvel archevêque : Arnaud de Canteloup, et le premier hommage pour sa terre de Montravel lui est rendu devant l'église Sainte-Marie dans la ville fortifiée de Montravel le 25 février 1306 « le jeudi avant la fête de Saint-Mathieu ».
À cette date, Lamothe-Saint-Paixent entre dans le temporel de l'archevêché de Bordeaux qui en percevra, jusqu'à la Révolution de 1789, les nombreuses taxes sur les terres et maisons, les droits de chasse, de pêche, de boucherie.
Au milieu du XIVe siècle est bâti au centre du bourg actuel, peut-être à l'emplacement de la motte castrale arasée, un logis seigneurial et une grosse tour cylindrique. En 1380, Jean de Grailly est nommé capitaine de Lamothe et y tient une petite garnison.
Par acte notarié du 11 avril 1447, plusieurs habitants de Lamothe-Saint-Paixent, dont Peyre Beauran et Guilhem de La Tour, demandent que leurs terres soient désormais rattachées au domaine de l'archevêché, « Attendu la désertion du seigneur de Lamothe de qui leurs terres dépendait ». Cela leur fut accordé par deux actes de reconnaissance, l'un daté du 25 août 1467, l'autre du 27 novembre 1494.
Le 17 juillet 1453 eut lieu la bataille de Castillon qui mit fin à la guerre de Cent Ans, et dont le principal épisode se déroula dans la plaine de Colles, de nos jours territoire de la commune de Lamothe-Montravel. John Talbot, comte de Shrewsbury, qui commandait l'armée anglaise y trouva la mort. Son corps fut déposé dans la chapelle Notre-Dame-de-Colles avant d'être rapatrié en Angleterre pour être inhumé en l'abbaye de Witchurch.
Cette chapelle Notre-Dame-de-Colles, en bord de rivière et proche du gué Le Pas de Rauzan dont l'origine est peut-être une chapelle expiatoire gallo-romaine, fut donnée par l'évêque de Périgueux, Guillaume de Nauclard, vers 1130-1138 au prieuré Saint-Florent de Castillon. Elle sera démolie vers 1588 lors des guerres de religion. Au XVIIIe siècle, il n'en restera que quelques ruines romantiques. De nos jours, une colonne commémorative marque son emplacement.

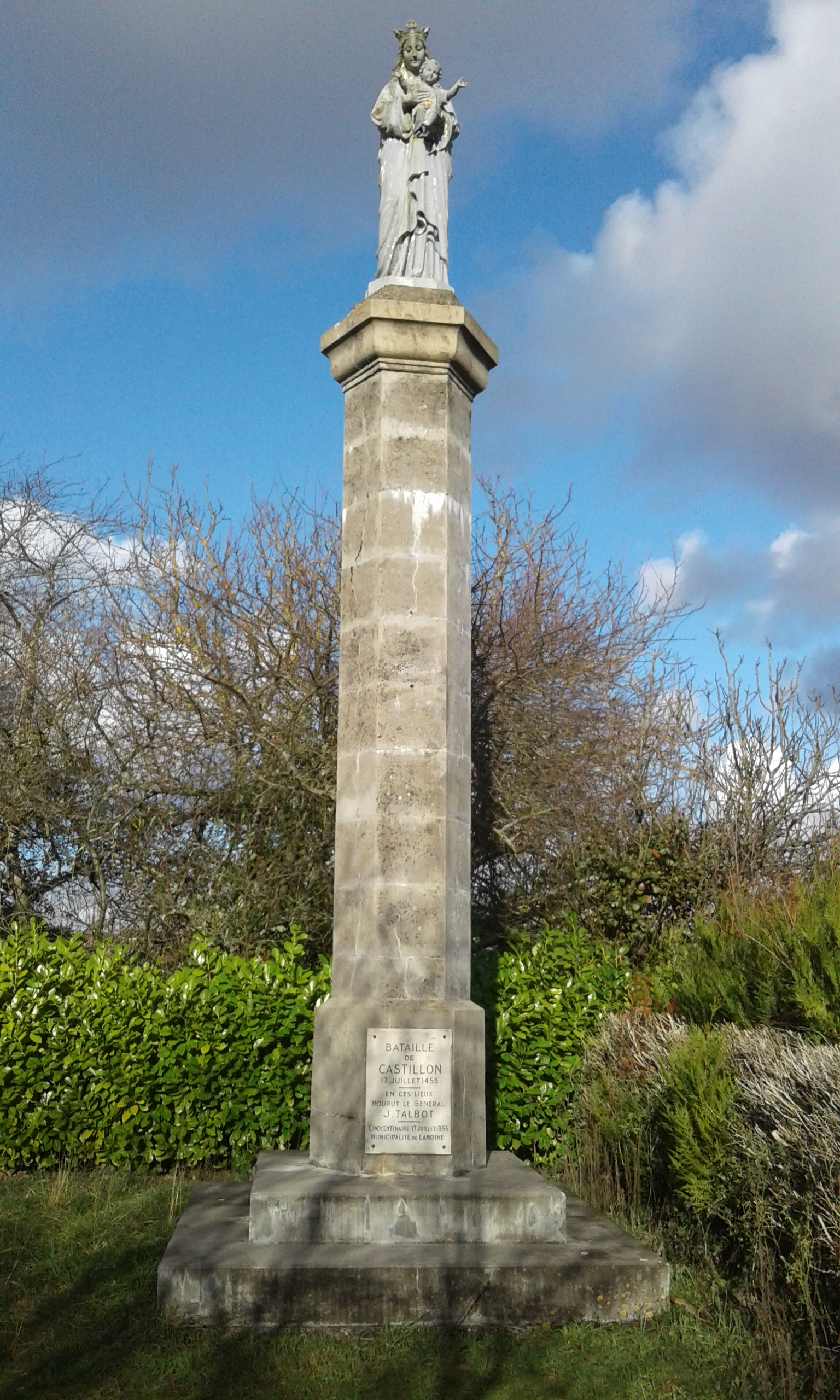
Colonne commémorative à l'emplacement de la chapelle Notre-Dame de Colles.

À la fin du XVe siècle, en bordure de rivière et en aval du bourg, fut bâti un château de briques appelé « La Fortonie ». En 1503, son propriétaire, François de Saint-Martin, en rendit hommage devant l'archevêque de Bordeaux, Jean de Foix.

### Époque moderne

#### XVIesiècle: la Renaissance
Le 28 octobre 1548 se déroula à Lamothe une revue militaire de quarante hommes d'armes et de soixante archers des Ordonnances du roi, étant sous la charge et conduite de Joachim de Chabannes, baron de Curton, sénéchal de Toulouse et d'Albigeois. Cette revue, cette « montre » comme on disait alors, avait été ordonnée par Jean de La Peyrie, gentilhomme de la maison du roi et commissaire ordinaire de ses guerres, et servit ce jour-là au paiement des gages de l'année écoulée des hommes d'armes (vingt livres par mois pour dix d'entre eux, et quinze livres pour les autres) et des archers (dix livres par mois). Le montant de la solde du capitaine, du lieutenant, de l'enseigne, du guidon et du maréchal des logis n'est pas mentionné.
Le 18 juillet 1576, le pape Grégoire XIII autorisa la vente de biens de l'Église (aliénation du temporel du clergé) pour améliorer la situation financière du royaume de France.
À Lamothe, le prieur du prieuré Saint-Paixent fut contraint de vendre plusieurs maisons, des terres, des vignes et des bois. Les offres furent affichées à la porte de l'église de Lamothe et à celles de la cathédrale Saint-André de Bordeaux, où furent reçues les enchères. Guillaume de La Fuge, notaire à Lamothe, et son épouse Adrienne Marcon, emportèrent la majorité des lots, néanmoins ces ventes permirent au bourg embryonnaire de se développer.

#### XVIIeetXVIIIesiècles
Le 5 décembre 1601 fut signé à Bordeaux le bail à nouveau fief par le cardinal François de Sourdis, en faveur de Léon de Calvimont, conseiller au parlement de Bordeaux, pour la possession de « La maison noble de Château-vieux de Lamothe où autrefois il y avait un château construit de briques et dont il ne reste qu'un pan de la muraille de la tour ».
En 1620, le cardinal François de Sourdis acquit de Pierre Blanc, seigneur de Goyas, la métairie de Carros, à Lamothe, qui est louée en 1626 par l'archevêché 500 livres par an. Du même acte notarié, et du même Pierre Blanc, le cardinal fait aussi l'acquisition dans le bourg de Lamothe d'« Un petit château avec quatre journaux de terre qui en forme l'enclos ». Ce petit château a probablement été construit dans les années 1570-1590. Son escalier de pierres dessert ses deux étages, ainsi que ceux de la grosse tour, seul bâtiment restant des constructions antérieures.
En février 1622, une petite armée protestante, narguant le pouvoir royal, s'empara de la ville fortifiée de Montravel. Le duc d'Elbeuf, à la tête de sept régiments de l'armée royale et d'une impressionnante artillerie y mit le siège. Après trois jours de canonnade, une brèche est ouverte et la ville livrée au massacre et au pillage.
Le pouvoir administratif et judiciaire de la châtellenie de Montravel, qui de tout temps s'était tenu dans cette ville, se déplaça alors dans le petit château de Lamothe acquis par l'archevêché deux ans auparavant. Dans la grosse tour, le rez-de-chaussée sert de prison, le premier étage de salle d'audience, et le second, de logement du prévôt.
La paroisse de Lamothe-Saint-Paixent prend alors le nom de Lamothe-Montravel.
Sur les ruines du château de briques, les Calvimont firent bâtir, au centre d'un jardin à la française, un château et sa chapelle. Honoré de Calvimont naquit en ce château le 8 janvier 1669, fils de Gabriel de Calvimont, seigneur de Lamothe-Montravel, et de Catherine de Queux. Capitaine au régiment de Piémont, il épousa en 1695 Isabeau de Laporte de Puyferrat, dont sont issues trois filles. Honoré de Calvimont est décédé le 19 juillet 1699, « âgé d'environ trente ans, dans son château de Lamothe, après avoir reçu tous les sacrements. A été enseveli dans la chapelle des Calvimont de l'église de Lamothe, du côté de main droite ».
Marie-Françoise de Calvimont, âgée de deux mois au décès de son père, est la seule des trois enfants parvenue à l'âge adulte. Elle épousa en l'église de Lamothe le 8 février 1714 Jacques-Henri de Durfort, comte de Civrac, fils de Claude de Durfort et de Marguerite de Carles.
Par ce mariage, le fief de Château-vieux, avec ses métairies, sa pêcherie, son moulin, ses vignes, ses terres labourables et son revenu rentier sur une cinquantaine de maisons et sur deux cent sept journaux de terres, passa à la famille de Durfort.
Jean-Laurent de Durfort, né à Château-vieux le 7 juillet 1746, duc de Lorges, marquis de Civrac, comte de Blaignac, seigneur de Château-vieux, colonel au régiment des Grenadiers de France, émigra en 1791 avec son épouse et leurs deux fils. Tous ses biens furent saisis et vendus au profit de la Nation. Les terres et château de Civrac, de Blaignac et de Château-vieux furent offerts à la meilleure enchère. Le 17 messidor an II (5 juillet 1794) Château-vieux fut acquis pour la somme de 19 400 francs par Pierre Maumoy.
Le petit château des archevêques avait fait l'objet d'une profonde restauration en 1784. Après la réfection de la toiture, quatre logements avaient été créés pour les louer. Une écurie avait été bâtie, ainsi qu'un couvert au-dessus de l'escalier de la cave. Saisis à la Révolution, comme tous les biens d'Église, ce petit château est acquis en mars 1791, pour la somme de 7 000 francs par Nicolas Ballateau de Lafeuillade, avocat et ancien juge de Montravel, qui sera maire de Lamothe-Montravel de 1801 à 1817.
Ce petit château est de nos jours la mairie de Lamothe-Montravel.

### Époque contemporaine

#### XIXesiècle
L'église de Lamothe, cette église du prieuré Saint-Paixent, qui avait tant souffert des guerres de religion et de la tourmente révolutionnaire, fut en 1858, agrandie et reconstruite dans le style néogothique.
Le Château-vieux bâti par les Calvimont est démoli vers 1880, pour y construire à son emplacement une très belle maison bordelaise. À ses côtés, on peut voir encore des bâtiments annexes de l'ancien domaine, et au bord de la rivière les ruines d'un four qui avait servi de tuilerie aux générations de Calvimont du XVIIe siècle.

#### XXesiècle
Plus récemment, pendant la Seconde Guerre mondiale, Lamothe-Montravel était en zone libre, le long de la ligne de démarcation.

## Politique et administration

### Rattachements administratifs et électoraux
Dès 1790, la commune de Lamothe-Montravel, appelée Lamothe dans un premier temps, a été le chef-lieu du canton de Lamothe qui dépendait du district de Mussidan jusqu'en 1795, date de suppression des districts. Lorsque ce canton est supprimé par la loi du 8 pluviôse an IX (28 janvier 1801) portant sur la « réduction du nombre de justices de paix », la commune est rattachée au canton de Vélines dépendant de l'arrondissement de Bergerac.
Dans le cadre de la réforme de 2014 définie par le décret du 21 février 2014, ce canton disparaît aux élections départementales de mars 2015. La commune est alors rattachée au canton du Pays de Montaigne et Gurson.

### Intercommunalité
Fin 2006, Lamothe-Montravel rejoint la communauté de communes de Montaigne en Montravel. Celle-ci est dissoute au 31 décembre 2013 et remplacée au 1er janvier 2014 par la communauté de communes Montaigne Montravel et Gurson.

### Administration municipale
La population de la commune étant comprise entre 500 et 1 499 habitants au recensement de 2017, quinze conseillers municipaux ont été élus en 2020,.

### Liste des maires
| Période                                  | Période   | Identité            | Étiquette | Qualité                |
| ---------------------------------------- | --------- | ------------------- | --------- | ---------------------- |
| Les données manquantes sont à compléter. |           |                     |           |                        |
|                                          |           |                     |           |                        |
| 1947                                     | 1964      | Pierre Fournier     |           | Docteur en médecine    |
| 1965                                     | 1966      | Maurice Rivoire     |           |                        |
| 1966                                     | 2000      | Simone Faure        |           |                        |
| mars 2001                                | mars 2005 | Jacques Capette     |           |                        |
| mars 2005                                | mars 2014 | Jean-Claude Maillat | SE        | Cadre agricole         |
| mars 2014 (réélu en mai 2020)            | En cours  | Michel Frichou      | SE        | Retraité cadre Télécom |

## Équipements et services publics

### Justice
Dans le domaine judiciaire, Lamothe-Montravel relève : 
- du tribunal judiciaire, du tribunal pour enfants, du conseil de prud'hommes et du tribunal de commerce de Bergerac ;
- du pôle Nationalité du tribunal judiciaire de Périgueux (compétent uniquement dans le domaine de la nationalité) ;
- de la cour d'appel, du tribunal administratif et de la  cour administrative d'appel de Bordeaux.

## Population et société

### Démographie
Les habitants de Lamothe-Montravel se nomment les Lamothais.
L'évolution du nombre d'habitants est connue à travers les recensements de la population effectués dans la commune depuis 1793. Pour les communes de moins de 10 000 habitants, une enquête de recensement portant sur toute la population est réalisée tous les cinq ans, les populations de référence des années intermédiaires étant quant à elles estimées par interpolation ou extrapolation. Pour la commune, le premier recensement exhaustif entrant dans le cadre du nouveau dispositif a été réalisé en 2004.

En 2022, la commune comptait 1 430 habitants, en évolution de +9,16 % par rapport à 2016 (Dordogne : +0,37 %, France hors Mayotte : +2,11 %).
| 1793  | 1800 | 1806 | 1821 | 1831 | 1836 | 1841 | 1846 | 1851  |
| ----- | ---- | ---- | ---- | ---- | ---- | ---- | ---- | ----- |
| 1 059 | 856  | 988  | 914  | 994  | 954  | 937  | 951  | 1 001 |

| 1856 | 1861 | 1866 | 1872 | 1876 | 1881 | 1886 | 1891 | 1896 |
| ---- | ---- | ---- | ---- | ---- | ---- | ---- | ---- | ---- |
| 920  | 927  | 972  | 959  | 993  | 978  | 948  | 989  | 974  |

| 1901  | 1906  | 1911  | 1921 | 1926 | 1931 | 1936 | 1946 | 1954 |
| ----- | ----- | ----- | ---- | ---- | ---- | ---- | ---- | ---- |
| 1 078 | 1 049 | 1 060 | 968  | 950  | 922  | 908  | 917  | 944  |

| 1962 | 1968 | 1975 | 1982 | 1990  | 1999  | 2004  | 2006  | 2009  |
| ---- | ---- | ---- | ---- | ----- | ----- | ----- | ----- | ----- |
| 894  | 914  | 896  | 950  | 1 093 | 1 145 | 1 274 | 1 327 | 1 251 |

| 2014  | 2019  | 2022  | - | - | - | - | - | - |
| ----- | ----- | ----- | - | - | - | - | - | - |
| 1 306 | 1 377 | 1 430 | - | - | - | - | - | - |

### Manifestations culturelles et festivités
- Fête locale : premier week-end de mai.
- Brocante/vide-greniers : le 15 août.
- Fête de la rivière : fin juillet.

## Économie

### Emploi
En 2015, parmi la population communale comprise entre 15 et 64 ans, les actifs représentent 548 personnes, soit 41,8 % de la population municipale. Le nombre de chômeurs (80) a augmenté par rapport à 2010 (53) et le taux de chômage de cette population active s'établit à 14,6 %.

### Établissements
Au 31 décembre 2015, la commune compte 133 établissements, dont soixante-sept au niveau des commerces, transports ou services, dix-neuf dans l'agriculture, la sylviculture ou la pêche, seize dans la construction, seize relatifs au secteur administratif, à l'enseignement, à la santé ou à l'action sociale, et quinze dans l'industrie.

### Entreprises
Dans les services, parmi les entreprises dont le siège social est en Dordogne, la société « Les jardins d'Iroise de Lamothe » (hébergement social pour personnes âgées) implantée à Lamothe-Montravel se classe en 43e position quant au chiffre d'affaires hors taxes en 2015-2016, avec 3 040 k€.

## Culture locale et patrimoine

### Lieux et monuments
- Ancien château des archevêques de Bordeaux : XVe et XVIe siècles, inscrit en 1948 au titre des monuments historiques[95] (ancienne mairie).
- Monument Talbot : colonne commémorative et plan du site de la bataille de Castillon (fin de la guerre de Cent Ans).
- Château Lapoyade : bâtiment de style éclectique construit de 1880 à 1895 par Louis Lapoyade-Deschamps (actuelle maison de retraite).

### Personnalités liées à la commune
- Le général anglais John Talbot, mort en 1453 lors de la bataille de Castillon.
- Aimeric Joseph de Durfort-Civrac (1716-1787), diplomate, né à Lamothe-Montravel.
- Jean-Laurent de Durfort-Civrac (1746–1826), militaire et homme politique des XVIIIe et XIXe siècles, né à Lamothe-Montravel.

### Héraldique
| Blason de Lamothe-Montravel | Blason  | Écartelé, le trait du coupé ondé : au 1er d'or au château donjonné d'une pièce, girouetté et flanqué de deux échauguettes couvertes, le tout d'argent*, ouvert, ajouré et maçonné de sable, au 2e de gueules au léopard d'or armé et lampassé d'azur, au 3e de gueules à deux épées d'argent passées en sautoir, au 4e d'or à la grappe de raisin de pourpre tigée et feuillée au naturel. |
| Blason de Lamothe-Montravel | Détails | * Il y a là non-respect de la règle de contrariété des couleurs : ces armes sont fautives (argent sur or). Création de Jean-François Binon adoptée le 4 septembre 2015. |

## Pour approfondir